# Dioptra
Pour les articles homonymes, voir dioptre pour l'utilisation du terme en optique.

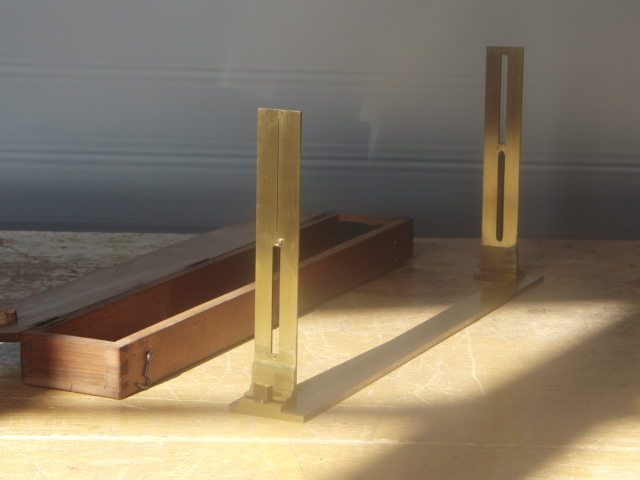
La dioptra est l’alidade qui équipait les théodolites des agrimenseurs.

La dioptra ou dioptre est un instrument ancien utilisé en astronomie  et pour l'arpentage. Il date au moins du IIIe siècle avant Jésus-Christ. La dioptra est un tube de visée ou, à défaut, une tige avec un œilleton à ses deux extrémités, attaché à un pied fixe. Si elle est munie d'un rapporteur, elle peut être utilisée pour mesurer les angles et forme un théodolite plan.

## Principe
- La première dioptra était un simple instrument de visée horizontal, constitué d’un triangle isocèle dont la base sert de visée. La pointe, jonction des deux côtés égaux, est positionnée en bas et sert de repère au fil à plomb. Lorsque celui-ci est dans l’alignement de la pointe, la visée à travers les deux œilletons est parfaitement horizontale.
- La première évolution, due à l’ingénieur Héron d'Alexandrie, fut de remplacer ce triangle par un demi-disque gradué comme un rapporteur. Le système est fiché dans le sol après avoir déterminé le niveau grâce au fil à plomb, puis la rotation de la réglette permet de choisir l’angle désiré, toujours en fonction du fil à plomb.
- Une seconde évolution, fut l’adjonction dans le plan horizontal d’un second disque, gradué à 360°, qui permit d’obtenir deux orientations angulaires précises.

## Usage
Les astronomes grecs utilisaient la dioptre pour mesurer la position des étoiles; Euclide et Geminus se sont référés à la dioptra astronomique dans leurs œuvres. Au temps de Ptolémée (IIe siècle de notre ère), elle est devenue obsolète comme instrument astronomique et a été remplacée par la sphère armillaire.
Mais la dioptre est demeurée un outil efficace pour les arpenteurs. Adaptée à l'arpentage, la dioptra est similaire au théodolite du topographe du XVIe siècle. C'est une variante de la groma, mais d'une précision supérieure.
La dioptre était assez sophistiquée pour permettre  de construire un tunnel à travers une montagne entre deux points prévus de part et d'autre de celle-ci. Selon Héron d'Alexandrie elle aurait été utilisée pour construire l’aqueduc d'Eupalinos, « une des plus grandes réalisations techniques de l'Antiquité », un tunnel de 1036 mètres (4000 pieds) de long, creusé à travers le mont Kastro sur l'île grecque de Samos, au VIe siècle av. J.-C.. Il n'y a cependant aucune preuve que l'instrument ait existé dès cette époque, et l'hypothèse de Héron sur la façon de construire l'aqueduc est discutée par les historiens.
Un livre entièrement consacré à la construction et l'usage de la dioptre pour l'arpentage est attribué à Héron d'Alexandrie. Héron a été "l'un des plus ingénieux ingénieurs et mathématiciens de l’histoire."
La dioptre a été largement utilisée sur des projets de construction d’aqueduc. Avec plusieurs vis de réglage sur les différentes parties de l'instrument, il était facile de l'étalonner pour des mesures très précises. 
Elle a été remplacée comme instrument d'arpentage par le théodolite.
De tels dispositifs sont également utilisés comme organes de visée d'armes.